# Strada europea E852
La strada europea E852 è una strada di classe B, il cui percorso si snoda interamente in territorio macedone e albanese lungo le sponde del Lago di Ocrida.
Collega Ocrida al confine con l'Albania.

## Percorso
| E852 OHRID - ALBANIA |                                       |                  |
| Tipologia            | Tratto                                | Interconnessioni |
| 26                   | Ocrida                                | E65              |
| 26-1                 | confine di Stato presso Lin (Albania) |                  |